# Drei Frauen (1977)
Drei Frauen ist ein US-amerikanisches Psychodrama aus dem Jahr 1977, geschrieben, produziert und inszeniert von Robert Altman. Der Film spielt in einer staubigen kalifornischen Wüstenstadt und schildert die zunehmend bizarre Beziehung zwischen einer erwachsenen Frau, ihrer jugendlichen Mitbewohnerin und Kollegin und einer schwangeren Frau mittleren Alters. Die Geschichte entstand direkt aus einem Traum Altmans, den er in ein Treatment umwandelte, um den Film ohne Drehbuch zu drehen.

## Handlung
Pinky Rose, eine schüchterne und unbeholfene junge Frau, beginnt in einem Wellness-Center für ältere Menschen in einer kleinen kalifornischen Wüstenstadt zu arbeiten. Sie verliebt sich in Millie Lammoreaux, eine unermüdliche, kontaktfreudige und selbstverliebte Kollegin, die unaufhörlich redet. Trotz ihrer großen persönlichen Unterschiede werden Pinky und Millie Mitbewohnerinnen in den Purple Sage Apartments, die einem trinkenden, frauenverachtenden, ehemaligen Hollywood-Stuntdouble namens Edgar Hart und seiner Frau Willie gehören, einer mysteriösen schwangeren Frau, die selten spricht und auffällige und beunruhigende Wandbilder malt.
Millie nimmt Pinky mit auf ihre Besuche in Dodge City, einer örtlichen Kneipe und einem Schießstand, die ebenfalls Willie und Edgar gehören, wo Millie ihrer neuen Mitbewohnerin weiterhin ihre belanglosen Ansichten und Interessen mitteilt. Millies Geschwätz entfremdet die meisten ihrer Kollegen, Nachbarn, Bekannten und potentiellen Verehrer; Pinky ist die einzige Person in Millies Umfeld, die ihre Ratschläge zu Verabredungen, Mode, Kochen und Inneneinrichtung aus Frauenzeitschriften zu schätzen weiß.
Zwischen Millie und Pinky kommt es zu Spannungen, nachdem Millies alte Mitbewohnerin Deirdre ein Abendessen bei Millie, in das sie viel Zeit und Mühe investiert hat, kurzerhand absagt. Millie projiziert die soziale Ablehnung, die sie von allen außer Edgar erfährt, auf Pinky und stürmt hinaus. Sie kommt mit einem betrunkenen Edgar zurück. Pinky bittet Millie, Rücksicht auf Edgars schwangere Frau zu nehmen und keinen Sex mit ihm zu haben. Wütend darüber, dass Pinky sich einmischt und ihr Sozialleben sabotiert, schreit Millie sie an und schlägt ihr vor, aus der Wohnung auszuziehen. Verzweifelt springt Pinky vom Balkon in den Swimmingpool.
Pinky überlebt den Selbstmordversuch, fällt aber ins Koma. Millie fühlt sich verantwortlich und besucht sie täglich im Krankenhaus. Als Pinky immer noch nicht aufwacht, kontaktiert Millie Pinkys Eltern in Texas, in der Hoffnung, dass ihre Anwesenheit im Krankenhaus ihr helfen wird, das Bewusstsein wiederzuerlangen. Als Pinky aufwacht, erkennt sie ihre Eltern nicht und verlangt wütend, dass sie gehen. Nachdem sie zu Millie zurückgeschickt wurde, kopiert Pinky Millies Verhalten. Sie trinkt und raucht, schläft mit Edgar, schießt mit Waffen auf Dodge City und verlangt, Mildred genannt zu werden, der Geburtsname beider Frauen.
Millie ist zunehmend frustriert von Pinkys nachahmender Persönlichkeitsveränderung und beginnt, selbst Pinkys schüchterne und unterwürfige Persönlichkeit anzunehmen. Eines Nachts, nachdem Pinky einen Albtraum hatte, teilt sie platonisch das Bett mit Millie. Edgar, der wieder betrunken ist, betritt die Wohnung der beiden und macht ihnen sexuelle Avancen, bevor er ihnen beiläufig mitteilt, dass Willie kurz vor der Entbindung steht. Pinky und Millie fahren zu Edgar und Willie nach Hause, wo Willie allein ist und in qualvollen Wehen liegt. Das Baby ist eine Totgeburt, da Edgar seine Frau verlassen hat und Pinky es versäumt hat, ärztliche Hilfe zu rufen, als sie und Millie am Ort des Geschehens ankamen, wie Millie es ihr aufgetragen hatte.
Später arbeiten Pinky und Millie in Dodge City und haben ihre Rollen erneut getauscht: Pinky ist zu ihrer kindlichen Schüchternheit zurückgekehrt und nennt Millie ihre Mutter, während Millie Willies Rolle in der Leitung der Kneipe übernommen hat und sogar Willies Make-up und Kleidung imitiert. Ein Lieferwagenfahrer in der Kneipe spricht Millie auf Edgars Tod durch einen „Schusswaffenunfall“ an. Millie antwortet mit einer leeren Phrase, die darauf schließen lässt, dass die drei Frauen in den Mord an Edgar verwickelt sind.

## Produktion

### Entwicklung
Regisseur Robert Altman hatte die Idee zu Drei Frauen, als seine Frau im Krankenhaus behandelt wurde und er Angst hatte, dass sie sterben würde. Während eines unruhigen Schlafs träumte er, dass er einen Film mit Shelley Duvall und Sissy Spacek in den Hauptrollen in einer Geschichte über Identitätsdiebstahl vor einer Wüstenkulisse drehte. Er wachte mitten im Traum auf, machte sich Notizen auf einem Block und schlief wieder ein, um weitere Details zu erhalten.
Als er aufwachte, wollte er den Film drehen, obwohl der Traum ihm keine vollständige Storyline geliefert hatte. Altman konsultierte die Autorin Patricia Resnick, um ein Treatment zu entwickeln, und verfasste 50 Seiten, zunächst ohne die Absicht, ein vollständiges Drehbuch zu schreiben. Auch Ingmar Bergmans Film Persona von 1966 beeinflusste den Film.
Altman sicherte sich die Zustimmung von 20th Century Fox, die das Projekt aufgrund des Erfolgs seines Films MASH aus dem Jahr 1970 unterstützten. Auch Studiomanager Alan Ladd junior fand die Story-Idee interessant und respektierte die Tatsache, dass Altman bei früheren Filmen stets innerhalb seines Budgets gearbeitet hatte, denn das war, bevor Altmans Popeye-Verfilmung aus dem Jahr 1980 das ursprünglich genehmigte Budget erheblich überschritt.

### Dreharbeiten
Der Film wurde in Palm Springs, einschließlich der Apartment-Szenen, und in Desert Hot Springs, Kalifornien, gedreht. Obwohl es ein fertiges Drehbuch gab, improvisierten die Schauspielerinnen Duvall und Spacek viel, vor allem bei Duvalls albernem Geschwätz und ihren Ratschlägen zur Partnersuche. Altman schrieb Duvall auch zu, die Rezepte und das Tagebuch ihrer Figur entworfen zu haben.
Für die Gemälde von Willie engagierten die Filmemacher den Künstler Bodhi Wind, der mit bürgerlichem Namen Charles Kuklis heißt.
Bei den Dreharbeiten zu einer Szene verfing sich Duvalls Rock in einer Autotür. Regieassistent Tommy Thompson verlangte eine Kürzung. Altman erklärte jedoch, dass er den Unfall „liebte“ und ließ Duvall absichtlich in mehreren Szenen ihr Kleid und ihren Rock in der Tür verfangen.

## Veröffentlichung
Der Film lief im April 1977 in New York City an und wurde im Mai 1977 auf den Filmfestspielen von Cannes gezeigt, wo Altman Ladd gegenüber erstmals zugab, dass der Film auf seinem Traum basierte. In Deutschland wurde der Film am 23. September 1977 veröffentlicht.

## Auszeichnungen
| Auszeichnung                             | Jahr | Kategorie               | Empfänger      | Resultat  |
| ---------------------------------------- | ---- | ----------------------- | -------------- | --------- |
| British Academy Film Awards              | 1978 | Beste Hauptdarstellerin | Shelley Duvall | Nominiert |
| Internationale Filmfestspiele von Cannes | 1977 | Goldene Palme           | Robert Altman  | Nominiert |
| Internationale Filmfestspiele von Cannes | 1977 | Beste Darstellerin      | Shelley Duvall | Gewonnen  |
| Los Angeles Film Critics Association     | 1977 | Beste Hauptdarstellerin | Shelley Duvall | Gewonnen  |
| National Society of Film Critics Awards  | 1977 | Beste Hauptdarstellerin | Shelley Duvall | Runner-up |
| National Society of Film Critics Awards  | 1977 | Beste Nebendarstellerin | Sissy Spacek   | Runner-up |
| New York Film Critics Circle             | 1978 | Beste Hauptdarstellerin | Shelley Duvall | Runner-up |
| New York Film Critics Circle             | 1978 | Beste Nebendarstellerin | Sissy Spacek   | Gewonnen  |